# Чемпионат мира по биатлону 2011

46-й чемпионат мира по биатлону проходил в Ханты-Мансийске (Россия) с 3 по 13 марта 2011 года в рамках Кубка мира 2010/11.
Было разыграно 11 комплектов медалей, по 5 у мужчин и женщин в спринте, преследовании, масс-старте, индивидуальной гонке, эстафете и один комплект медалей в смешанной эстафете.

## Участники соревнования

### Список стран-участниц
В чемпионате принимали участие спортсмены из 40 стран.
| Страна               | М | Ж |
| -------------------- | - | - |
| Австралия            | 1 | 0 |
| Австрия              | 6 | 5 |
| Андорра              | 0 | 1 |
| Армения              | 0 | 1 |
| Беларусь             | 5 | 6 |
| Болгария             | 5 | 4 |
| Босния и Герцеговина | 2 | 1 |
| Великобритания       | 6 | 4 |
| Венгрия              | 2 | 1 |
| Германия             | 8 | 8 |

| Страна           | М | Ж |
| ---------------- | - | - |
| Гренландия       | 3 | 1 |
| Италия           | 5 | 5 |
| Испания          | 0 | 2 |
| Казахстан        | 6 | 5 |
| Канада           | 5 | 1 |
| Китай            | 2 | 4 |
| Республика Корея | 4 | 4 |
| Латвия           | 4 | 3 |
| Литва            | 4 | 3 |
| Македония        | 2 | 1 |

| Страна         | М | Ж |
| -------------- | - | - |
| Молдова        | 1 | 1 |
| Новая Зеландия | 0 | 1 |
| Норвегия       | 5 | 6 |
| Польша         | 5 | 5 |
| Россия         | 8 | 8 |
| Румыния        | 2 | 3 |
| Сербия         | 4 | 0 |
| Словакия       | 5 | 5 |
| Словения       | 5 | 3 |
| США            | 4 | 4 |

| Страна    | М | Ж |
| --------- | - | - |
| Турция    | 2 | 1 |
| Украина   | 6 | 6 |
| Финляндия | 5 | 5 |
| Франция   | 5 | 6 |
| Хорватия  | 3 | 2 |
| Чехия     | 5 | 4 |
| Швейцария | 5 | 2 |
| Швеция    | 5 | 5 |
| Эстония   | 6 | 5 |
| Япония    | 4 | 4 |

### Составы команд[2]
| Сборная Беларуси                                                                                                   | Сборная Беларуси                                                                                       |
| --- | --- |
| Женщины - Дарья Домрачева - Людмила Калинчик - Ирина Кривко - Ольга Назарова - Надежда Писарева - Надежда Скардино | Мужчины - Евгений Абраменко - Владимир Аленишко - Рустам Валиуллин - Сергей Новиков - Владимир Чепелин |

| Сборная Германии                                                                                              | Сборная Германии |
| --- | --- |
| Женщины - Тина Бахман - Сабрина Бухгольц - Мириам Гёсснер - Магдалена Нойнер - Андреа Хенкель - Катрин Хитцер | Мужчины - Андреас Бирнбахер - Даниэль Бём - Михаэль Грайс - Флориан Граф - Эрик Лессер - Арнд Пайффер - Кристоф Штефан |

| Сборная Литвы                                                     | Сборная Литвы                                                                              |
| ----------------------------------------------------------------- | ------------------------------------------------------------------------------------------ |
| Женщины - Диана Расимовичюте - Алёна Сосунова - Наталья Кочергина | Мужчины - Томас Каукенас - Кароль Домбровский - Каролис Златкаускас - Александр Лавринович |

| Сборная Норвегии                                                                          | Сборная Норвегии                                                                                                 |
| ----------------------------------------------------------------------------------------- | --- |
| Женщины - Тура Бергер - Юри Мёркве - Сюннёва Сулемдал - Анн Кристин Флатланн - Фанни Хурн | Мужчины - Ларс Бергер - Руне Браттсвеэн - Уле-Эйнар Бьёрндален - Тарьей Бё - Эмиль Хегле Свендсен - Александр Ус |

| Сборная Италии                                                                            | Сборная Италии                                                                                     |
| ----------------------------------------------------------------------------------------- | -------------------------------------------------------------------------------------------------- |
| Женщины - Доротея Вирер - Карин Оберхофер - Микела Понца - Роберта Фьяндино - Катя Халлер | Мужчины - Рене-Лоран Виллермо - Доминик Виндиш - Маркус Виндиш - Кристиан Де Лоренци - Лукас Хофер |

| Сборная России | Сборная России |
| --- | --- |
| Женщины - Анна Богалий-Титовец - Наталья Гусева - Ульяна Денисова - Ольга Зайцева - Яна Романова - Светлана Слепцова - Анастасия Токарева - Екатерина Юрлова | Мужчины - Алексей Волков - Евгений Гараничев - Андрей Маковеев - Максим Максимов - Евгений Устюгов - Иван Черезов - Максим Чудов - Антон Шипулин |

| Сборная Украины                                                                                                 | Сборная Украины                                                                                                 |
| --- | --- |
| Женщины - Наталья Бурдыга - Елена Пидгрушная - Валя Семеренко - Вита Семеренко - Инна Супрун - Оксана Хвостенко | Мужчины - Александр Биланенко - Олег Бережной - Андрей Дериземля - Артём Прима - Сергей Седнев - Сергей Семёнов |

| Сборная Франции                                                                   | Сборная Франции                                                                                   |
| --------------------------------------------------------------------------------- | ------------------------------------------------------------------------------------------------- |
| Женщины - Анаис Бескон - Мари-Лор Брюне - Софи Буалле - Мари Дорен - Полин Макаби | Мужчины - Лоис Абер - Жан Гийом Беатрикс - Алексис Бёф - Венсан Же - Мартен Фуркад - Симон Фуркад |

| Сборная Швеции                                                                                           | Сборная Швеции                                                                                  |
| --- | ----------------------------------------------------------------------------------------------- |
| Женщины - Анна Карин Зидек - Анна Мария Нильссон - Анна-Карин Стрёмстедт - Хелена Экхольм - Йенни Юнссон | Мужчины - Тобиас Арвидсон - Карл-Юхан Бергман - Фредрик Линдстрём - Бьёрн Ферри - Магнус Юнссон |

| Сборная Эстонии                                                                     | Сборная Эстонии                                                                                         |
| ----------------------------------------------------------------------------------- | --- |
| Женщины - Эвели Сауэ - Кадри Лехтла - Сирли Ханни - Кристел Вийгипуу - Дарья Юрлова | Мужчины - Роланд Лессинг - Индрек Тобрелутс - Прийт Викс - Каури Кыйв - Прийт Наруск - Даниил Степченко |

### Отказавшиеся участвовать
- Словенский биатлонист Яков Фак не смог выступить на чемпионате мира из-за обморожения указательного пальца[4].
- Лидер мужской сборной Польши Томаш Сикора пропустил турнир из-за простуды[5].
- Биатлонист сборной Эстонии Роланд Лессинг пропустил спринт и пасьют из-за рождения дочери[6].

## Расписание
Время начала соревнований указано YEKT.
Церемония открытия чемпионата мира состоялась 1 марта.
| Дата     | Время | Дисциплина                            |
| -------- | ----- | ------------------------------------- |
| 3 марта  | 16:30 | Смешанная эстафета 2 × 6 + 2 × 7,5 км |
| 5 марта  | 14:00 | Спринт, 10 км, мужчины                |
| 5 марта  | 18:00 | Спринт, 7,5 км, женщины               |
| 6 марта  | 14:00 | Гонка преследования, 12,5 км, мужчины |
| 6 марта  | 16:00 | Гонка преследования, 10 км, женщины   |
| 8 марта  | 17:15 | Индивидуальная гонка, 20 км, мужчины  |
| 9 марта  | 17:15 | Индивидуальная гонка, 15 км, женщины  |
| 11 марта | 18:00 | Эстафета, 4×7,5 км, мужчины           |
| 12 марта | 16:30 | Масс-старт, 12,5 км, женщины          |
| 12 марта | 18:30 | Масс-старт, 15 км, мужчины            |
| 13 марта | 16:15 | Эстафета, 4×6 км, женщины             |

Церемония закрытия прошла 13 марта.

## Таблицы медалей

### Страны
| Место | Страна    |   |   |   | Всего |
| ----- | --------- | - | - | - | ----- |
| 1     | Германия  | 4 | 3 | 0 | 7     |
| 2     | Норвегия  | 4 | 1 | 3 | 8     |
| 3     | Франция   | 1 | 2 | 1 | 4     |
| 4     | Финляндия | 1 | 1 | 0 | 2     |
| 5     | Швеция    | 1 | 0 | 1 | 2     |
| 6     | Россия    | 0 | 3 | 0 | 3     |
| 7     | Беларусь  | 0 | 1 | 1 | 2     |
| 8     | Украина   | 0 | 0 | 2 | 2     |
| 9—11  | Австрия   | 0 | 0 | 1 | 1     |
| 9—11  | Италия    | 0 | 0 | 1 | 1     |
| 9—11  | Словакия  | 0 | 0 | 1 | 1     |

### Спортсмены
| С учётом всех гонок | С учётом всех гонок  | С учётом всех гонок | С учётом всех гонок | С учётом всех гонок | С учётом всех гонок |
| ------------------- | -------------------- | ------------------- | ------------------- | ------------------- | ------------------- |
|                     |                      |                     |                     |                     |                     |
| Место               | Спортсмен            |                     |                     |                     | Всего               |
| 1                   | Магдалена Нойнер     | 3                   | 2                   | 0                   | 5                   |
| 2                   | Тарьей Бе            | 3                   | 0                   | 2                   | 5                   |
| 3                   | Эмиль Хегле Свендсен | 2                   | 1                   | 0                   | 3                   |
| 4                   | Уле Эйнар Бьёрндален | 2                   | 0                   | 0                   | 2                   |
| 5                   | Мартен Фуркад        | 1                   | 1                   | 1                   | 3                   |
| 6-9                 | Арнд Пайффер         | 1                   | 1                   | 0                   | 2                   |
| 6-9                 | Кайса Мякяряйнен     | 1                   | 1                   | 0                   | 2                   |
| 6-9                 | Тина Бахман          | 1                   | 1                   | 0                   | 2                   |
| 6-9                 | Андреа Хенкель       | 1                   | 1                   | 0                   | 2                   |
| 10-11               | Хелена Экхольм       | 1                   | 0                   | 1                   | 2                   |
| 10-11               | Тура Бергер          | 1                   | 0                   | 1                   | 2                   |
| 12-14               | Анн-Кристин Флатланн | 1                   | 0                   | 0                   | 1                   |
| 12-14               | Александр Ус         | 1                   | 0                   | 0                   | 1                   |
| 12-14               | Мириам Гёсснер       | 1                   | 0                   | 0                   | 1                   |
| 15-16               | Максим Максимов      | 0                   | 2                   | 0                   | 2                   |
| 15-16               | Евгений Устюгов      | 0                   | 2                   | 0                   | 2                   |
| 17                  | Вита Семеренко       | 0                   | 0                   | 1                   | 2                   |
| 18-24               | Михаэль Грайс        | 0                   | 1                   | 0                   | 1                   |
| 18-24               | Антон Шипулин        | 0                   | 1                   | 0                   | 1                   |
| 18-24               | Иван Черезов         | 0                   | 1                   | 0                   | 1                   |
| 18-24               | Дарья Домрачева      | 0                   | 1                   | 1                   | 1                   |
| 25-26               | Мари-Лор Брюне       | 0                   | 0                   | 2                   | 2                   |
| 25-26               | Мари Дорен           | 0                   | 0                   | 2                   | 2                   |
| 27-36               | Алексис Бёф          | 0                   | 0                   | 1                   | 1                   |
| 27-36               | Анастасия Кузьмина   | 0                   | 0                   | 1                   | 1                   |
| 27-36               | Кристоф Зуман        | 0                   | 0                   | 1                   | 1                   |
| 27-36               | Александр Биланенко  | 0                   | 0                   | 1                   | 1                   |
| 27-36               | Андрей Дериземля     | 0                   | 0                   | 1                   | 1                   |
| 27-36               | Сергей Семёнов       | 0                   | 0                   | 1                   | 1                   |
| 27-36               | Сергей Седнев        | 0                   | 0                   | 1                   | 1                   |
| 27-36               | Лукаш Хофер          | 0                   | 0                   | 1                   | 1                   |
| 27-36               | Анаис Бескон         | 0                   | 0                   | 1                   | 1                   |
| 27-36               | Софи Буалле          | 0                   | 0                   | 1                   | 1                   |
| 18-24               | Надежда Скардино     | 0                   | 0                   | 1                   | 1                   |
| 18-24               | Надежда Писарева     | 0                   | 0                   | 1                   | 1                   |
| 18-24               | Людмила Калинчик     | 0                   | 0                   | 1                   | 1                   |

| Без учёта эстафетных гонок | Без учёта эстафетных гонок | Без учёта эстафетных гонок | Без учёта эстафетных гонок | Без учёта эстафетных гонок | Без учёта эстафетных гонок |
| -------------------------- | -------------------------- | -------------------------- | -------------------------- | -------------------------- | -------------------------- |
|                            |                            |                            |                            |                            |                            |
| Место                      | Страна                     |                            |                            |                            | Всего                      |
| 1                          | Магдалена Нойнер           | 2                          | 1                          | 0                          | 3                          |
| 2                          | Мартен Фуркад              | 1                          | 1                          | 0                          | 2                          |
| 3                          | Кайса Мякяряйнен           | 1                          | 1                          | 0                          | 2                          |
| 4                          | Эмиль Хегле Свендсен       | 1                          | 1                          | 0                          | 2                          |
| 5                          | Тарьей Бё                  | 1                          | 0                          | 2                          | 3                          |
| 6                          | Хелена Экхольм             | 1                          | 0                          | 1                          | 2                          |
| 7                          | Арнд Пайффер               | 1                          | 0                          | 0                          | 1                          |
| 8                          | Максим Максимов            | 0                          | 1                          | 0                          | 1                          |
| 9                          | Тина Бахман                | 0                          | 1                          | 0                          | 1                          |
| 10                         | Дарья Домрачева            | 0                          | 1                          | 0                          | 1                          |
| 11                         | Евгений Устюгов            | 0                          | 1                          | 0                          | 1                          |
| 12                         | Анастасия Кузьмина         | 0                          | 0                          | 1                          | 1                          |
| 13                         | Кристоф Зуман              | 0                          | 0                          | 1                          | 1                          |
| 14                         | Вита Семеренко             | 0                          | 0                          | 1                          | 1                          |
| 15                         | Тура Бергер                | 0                          | 0                          | 1                          | 1                          |
| 16                         | Лукаш Хофер                | 0                          | 0                          | 1                          | 1                          |

## Таблица призовых мест
| Дисциплина                            | Золото                                                                    | Серебро                                                             | Бронза                                                                      |
| ------------------------------------- | ------------------------------------------------------------------------- | ------------------------------------------------------------------- | --------------------------------------------------------------------------- |
| Спринт, 7,5 км, женщины               | Магдалена Нойнер                                                          | Кайса Мякярайнен                                                    | Анастасия Кузьмина                                                          |
| Спринт, 10 км, мужчины                | Арнд Пайффер                                                              | Мартен Фуркад                                                       | Тарьей Бё                                                                   |
| Преследование, 10 км, женщины         | Кайса Мякярайнен                                                          | Магдалена Нойнер                                                    | Хелена Экхольм                                                              |
| Преследование, 12,5 км, мужчины       | Мартен Фуркад                                                             | Эмиль Хегле Свендсен                                                | Тарьей Бё                                                                   |
| Индивидуальная гонка, 15 км, женщины  | Хелена Экхольм                                                            | Тина Бахман                                                         | Вита Семеренко                                                              |
| Индивидуальная гонка, 20 км, мужчины  | Тарьей Бё                                                                 | Максим Максимов                                                     | Кристоф Зуман                                                               |
| Масс-старт, 12,5 км, женщины          | Магдалена Нойнер                                                          | Дарья Домрачева                                                     | Тура Бергер                                                                 |
| Масс-старт, 15 км, мужчины            | Эмиль Хегле Свендсен                                                      | Евгений Устюгов                                                     | Лукас Хофер                                                                 |
| Смешанная эстафета, 2×6 км + 2×7,5 км | Норвегия Тура Бергер Анн-Кристин Флатланн Уле Эйнар Бьорндален Тарьей Бё  | Германия Андреа Хенкель Магдалена Нойнер Арнд Пайффер Михаэль Грайс | Франция Мари-Лор Брюне Мари Дорен Алексис Бёф Мартен Фуркад                 |
| Эстафета, 4×6 км, женщины             | Германия Андреа Хенкель Мириам Гёсснер Тина Бахман Магдалена Нойнер       | Франция Анаис Бескон Мари-Лор Брюне Софи Буалле Мари Дорен          | Беларусь Надежда Скардино Дарья Домрачева Надежда Писарева Людмила Калинчик |
| Эстафета, 4×7,5 км, мужчины           | Норвегия Уле Эйнар Бьорндален Александр Ус Эмиль Хегле Свендсен Тарьей Бё | Россия Антон Шипулин Евгений Устюгов Максим Максимов Иван Черезов   | Украина Александр Биланенко Андрей Дериземля Сергей Семёнов Сергей Седнев   |

## Результаты

#### Смешанная эстафета (3 марта)
| Место             | Страна/Спортсмен                                                           | Промахи                              | Время     |
| ----------------- | -------------------------------------------------------------------------- | ------------------------------------ | --------- |
|                   | Норвегия Тура Бергер Анн-Кристин Флатланн Уле Эйнар Бьёрндален Тарьей Бё   | 0+7 0+1 0+0 0+1 0+1 0+2 0+1 0+0 0+1  | 1:14:22.5 |
|                   | Германия Андреа Хенкель Магдалена Нойнер Арнд Пайффер Михаэль Грайс        | 0+8 0+2 0+0 0+0 0+0 0+1 0+2 0+2 0+1  | +22.9     |
|                   | Франция Мари-Лор Брюне Мари Дорен Алексис Бёф Мартен Фуркад                | 0+8 0+2 0+2 0+0 0+3 0+0 0+1 0+0 0+0  | +1:16.2   |
| 4                 | Швеция Хелена Экхольм Анна Карин Зидек Бьёрн Ферри Карл-Юхан Бергман       | 1+10 0+2 0+2 0+0 1+3 0+0 0+0 0+0 0+3 | +1:35.8   |
| 5                 | Италия Микела Понца Катя Халлер Кристиан Де Лоренци Лукас Хофер            | 0+9 0+1 0+0 0+0 0+0 0+2 0+3 0+1 0+2  | +1:55.1   |
| 6                 | Россия Светлана Слепцова Ольга Зайцева Евгений Устюгов Иван Черезов        | 3+11 1+3 1+3 0+0 1+3 0+0 0+0 0+2 0+0 | +3:08.4   |
| 7                 | Австрия Ирис Вальдхубер Рамона Дюрингер Доминик Ландертингер Кристоф Зуман | 1+10 0+1 0+0 0+1 0+2 0+0 0+1 0+2 1+3 | +3:17.0   |
| 8                 | Украина Оксана Хвостенко Вита Семеренко Александр Биланенко Сергей Семёнов | 2+9 1+3 0+0 0+0 1+3 0+1 0+2 0+0 0+0  | +3:24.2   |
| 9                 | Финляндия Мари Лаукканен Кайса Мякяряйнен Пааво Пуурунен Тимо Антила       | 1+10 0+1 0+2 0+0 0+0 0+0 0+2 0+2 1+3 | +3:54.3   |
| 10                | Беларусь Надежда Скардино Дарья Домрачева Сергей Новиков Евгений Абраменко | 1+10 0+0 0+2 0+0 0+1 0+1 0+1 0+2 1+3 | +4:07.1   |
| Финишный протокол |                                                                            |                                      |           |

Некоторые факты
- Тура Бергер, Анн-Кристин Флатланн и Тарьей Бё впервые стали чемпионами мира.
- Уле-Эйнар Бьёрндален стал пятнадцатикратным чемпионом мира.
- Норвегия впервые добилась победы в смешанной эстафете в рамках чемпионата мира.

### Спринтерские гонки

#### Мужчины (5 марта)
| Место             | Спортсмен            | Промахи | Время   |
| ----------------- | -------------------- | ------- | ------- |
|                   | Арнд Пайффер         | 0+1     | 24:34.0 |
|                   | Мартен Фуркад        | 2+0     | +13.0   |
|                   | Тарьей Бё            | 1+0     | +25.2   |
| 4                 | Андрей Маковеев      | 0+0     | +30.0   |
| 5                 | Эмиль Хегле Свендсен | 1+1     | +30.4   |
| 6                 | Андреас Бирнбахер    | 0+1     | +31.8   |
| 7                 | Кристоф Штефан       | 1+0     | +34.8   |
| 8                 | Эдгарс Пиксонс       | 1+0     | +42.9   |
| 9                 | Михаэль Грайс        | 1+1     | +53.4   |
| 10                | Андрей Дериземля     | 0+1     | +54.9   |
| Финишный протокол |                      |         |         |

Некоторые факты
- Андрей Маковеев и Марсель Лапондер единственные, кто отстрелялся без промахов. Маковеев пришёл 4-м, а Лапондер — 57-м.
- Арнд Пайффер, Мартен Фуркад и Тарьей Бё получили свои первые награды ЧМ в личных гонках.

#### Женщины (5 марта)
| Место             | Спортсменка        | Промахи | Время   |
| ----------------- | ------------------ | ------- | ------- |
|                   | Магдалена Нойнер   | 0+0     | 20:31.2 |
|                   | Кайса Мякярайнен   | 0+0     | +12.2   |
|                   | Анастасия Кузьмина | 0+1     | +40.0   |
| 4                 | Ольга Зайцева      | 0+0     | +47.7   |
| 5                 | Хелена Экхольм     | 0+0     | +1:01.0 |
| 6                 | Екатерина Юрлова   | 0+0     | +1:16.3 |
| 7                 | Тура Бергер        | 1+1     | +1:23.0 |
| 8                 | Мари Дорен         | 0+0     | +1:31.7 |
| 9                 | Мириам Гёсснер     | 1+1     | +1:35.7 |
| 10                | Валя Семеренко     | 0+1     | +1:38.4 |
| Финишный протокол |                    |         |         |

### Гонки преследования

#### Мужчины (6 марта)
| Место             | Спортсмен            | Промахи | Время   |
| ----------------- | -------------------- | ------- | ------- |
|                   | Мартен Фуркад        | 0+1+2+0 | 33:02.6 |
|                   | Эмиль Хегле Свендсен | 0+0+1+1 | +3.8    |
|                   | Тарьей Бё            | 0+0+1+1 | +5.2    |
| 4                 | Арнд Пайффер         | 0+0+1+1 | +5.8    |
| 5                 | Андреас Бирнбахер    | 0+0+1+1 | +1:04.0 |
| 6                 | Симон Фуркад         | 0+0+1+0 | +1:23.7 |
| 7                 | Андрей Дериземля     | 0+0+1+1 | +1:30.3 |
| 8                 | Михал Шлезингр       | 2+0+2+0 | +1:35.0 |
| 9                 | Лукас Хофер          | 0+3+0+1 | +1:36.9 |
| 10                | Бьёрн Ферри          | 1+0+1+1 | +1:37.0 |
| Финишный протокол |                      |         |         |

#### Женщины (6 марта)
| Место             | Спортсменка        | Промахи | Время   |
| ----------------- | ------------------ | ------- | ------- |
|                   | Кайса Мякярайнен   | 0+0+0+0 | 30:00.1 |
|                   | Магдалена Нойнер   | 0+0+0+2 | +21.6   |
|                   | Хелена Экхольм     | 0+0+0+0 | +1:43.6 |
| 4                 | Андреа Хенкель     | 0+0+0+0 | +2:00.7 |
| 5                 | Тура Бергер        | 1+0+0+1 | +2:29.0 |
| 6                 | Анастасия Кузьмина | 2+1+0+3 | +2:59.9 |
| 7                 | Мириам Гёсснер     | 0+0+4+0 | +3:12.3 |
| 8                 | Яна Герекова       | 0+0+1+2 | +3:15.7 |
| 9                 | Доротея Вирер      | 0+0+0+0 | +3:17.2 |
| 10                | Екатерина Юрлова   | 1+2+0+0 | +3:24.5 |
| Финишный протокол |                    |         |         |

Некоторые факты
- Кайса Мякярайнен стала первой в истории представительницей Финляндии, завоевавшей золотую медаль чемпионата мира.
- Из 60 участниц финишировала только 41 спортсменка. Пятеро не стартовали, а 14 были сняты с гонки после обгона их лидером на круг.

### Индивидуальные гонки

#### Мужчины (8 марта)
| Место             | Спортсмен            | Промахи | Время   |
| ----------------- | -------------------- | ------- | ------- |
|                   | Тарьей Бе            | 0+0+1+0 | 48:29.9 |
|                   | Максим Максимов      | 0+0+0+0 | +40.0   |
|                   | Кристоф Зуман        | 0+0+0+1 | +45.5   |
| 4                 | Эмиль Хегле Свендсен | 0+2+0+0 | +49.7   |
| 5                 | Бьёрн Ферри          | 0+1+0+0 | +1:16.9 |
| 6                 | Уле Эйнар Бьёрндален | 0+0+0+1 | +1:24.3 |
| 7                 | Михаэль Грайс        | 0+1+0+0 | +1:25.5 |
| 8                 | Андреас Бирнбахер    | 1+0+0+0 | +1:27.5 |
| 9                 | Максим Чудов         | 0+0+0+0 | +1:40.7 |
| 10                | Мартен Фуркад        | 0+0+1+2 | +1:46.2 |
| Финишный протокол |                      |         |         |

Некоторые факты
- Из 123 спортсменов без промахов отстрелялись только Максим Максимов, Максим Чудов, Олег Бережной и Венсан Же, занявшие в гонке соответственно 2, 9, 18 и 19 места.
- Тарьей Бе завоевал свою первую личную золотую медаль на ЧМ.

#### Женщины (9 марта)
| Место             | Спортсменка        | Промахи | Время   |
| ----------------- | ------------------ | ------- | ------- |
|                   | Хелена Экхольм     | 0+0+0+0 | 47.08.3 |
|                   | Тина Бахман        | 0+2+0+0 | +2.15.8 |
|                   | Вита Семеренко     | 1+0+0+2 | +2.52.1 |
| 4                 | Надежда Скардино   | 0+0+0+1 | +3.01.7 |
| 5                 | Магдалена Нойнер   | 0+2+1+2 | +3.16.6 |
| 6                 | Мари Дорен         | 1+1+0+1 | +3.49.4 |
| 7                 | Екатерина Юрлова   | 1+1+0+1 | +4.20.9 |
| 8                 | Вероника Виткова   | 0+0+1+1 | +4.35.2 |
| 9                 | Анастасия Кузьмина | 1+0+2+2 | +4.36.5 |
| 10                | Тура Бергер        | 1+1+2+1 | +4.44.7 |
| Финишный протокол |                    |         |         |

Некоторые факты
- Хелена Экхольм стала единственной биатлонисткой, которая отстрелялась без промахов. Её преимущество над ближайшей соперницей стало рекордным в этом сезоне.
- Тина Бахман завоевала свою первую медаль чемпионатов мира

### Масс-старты

#### Мужчины (12 марта)
| Место             | Спортсмен            | Промахи | Время   |
| ----------------- | -------------------- | ------- | ------- |
|                   | Эмиль Хегле Свеннсен | 0+0+0+1 | 38.42.7 |
|                   | Евгений Устюгов      | 0+0+0+0 | +5.0    |
|                   | Лукас Хофер          | 0+0+0+1 | +14.3   |
| 4                 | Тарьей Бё            | 0+0+0+2 | +23.3   |
| 5                 | Иван Черезов         | 0+0+1+0 | +24.2   |
| 6                 | Уле Эйнар Бьёрндален | 1+0+0+0 | +28.8   |
| 7                 | Андрей Маковеев      | 0+0+0+0 | +49.8   |
| 8                 | Арнд Пайффер         | 2+0+0+1 | +53.7   |
| 9                 | Симон Эдер           | 1+0+0+1 | +54.2   |
| 10                | Мартен Фуркад        | 0+0+1+2 | +54.8   |
| Финишный протокол |                      |         |         |

Некоторые факты
- Евгений Устюгов и Андрей Маковеев — единственные, кто отстрелял без промахов.

#### Женщины (12 марта)
| Место             | Спортсменка        | Промахи | Время   |
| ----------------- | ------------------ | ------- | ------- |
|                   | Магдалена Нойнер   | 0+1+2+1 | 36.48.5 |
|                   | Дарья Домрачева    | 2+1+0+0 | +4.8    |
|                   | Тура Бергер        | 2+1+0+0 | +14.0   |
| 4                 | Кайса Мякяряйнен   | 1+1+1+0 | +24.2   |
| 5                 | Ольга Зайцева      | 0+1+0+1 | +31.6   |
| 6                 | Хелена Экхольм     | 0+1+0+1 | +34.7   |
| 7                 | Мари Дорен         | 0+0+0+1 | +39.8   |
| 8                 | Мари-Лор Брюне     | 1+0+0+1 | +44.1   |
| 9                 | Анастасия Кузьмина | 1+0+2+0 | +44.6   |
| 10                | Микела Понца       | 0+0+0+2 | +1:10.6 |
| Финишный протокол |                    |         |         |

### Эстафетные гонки

#### Мужчины (11 марта)
| Место             | Страна/Спортсмен                                                          | Промахи                              | Время     |
| ----------------- | ------------------------------------------------------------------------- | ------------------------------------ | --------- |
|                   | Норвегия Уле Эйнар Бьорндален Александр Ус Эмиль Хегле Свендсен Тарьей Бё | 2+10 0+0 0+0 0+0 1+3 0+1 0+2 0+1 1+3 | 1:16:13.9 |
|                   | Россия Антон Шипулин Евгений Устюгов Максим Максимов Иван Черезов         | 0+8 0+1 0+1 0+0 0+2 0+1 0+0 0+3 0+0  | +13.4     |
|                   | Украина Александр Биланенко Андрей Дериземля Сергей Семёнов Сергей Седнев | 0+10 0+1 0+2 0+0 0+1 0+2 0+1         | +28.0     |
| 4                 | Швеция Фредрик Линдстрём Магнус Юнссон Карл-Юхан Бергман Бьёрн Ферри      | 0+15 0+1 0+2 0+0 0+3 0+2 0+3 0+2 0+2 | +31.8     |
| 5                 | Италия Кристиан Де Лоренци Рене-Лоран Виллермо Лукас Хофер Маркус Виндиш  | 1+11 0+2 0+2 0+1 0+1 0+1 0+0 0+1 1+3 | +38.1     |
| 6                 | США Лоуэлл Бэйли Джей Хаккинен Тим Бёрк Лейф Нордгрен                     | 0+14 0+1 0+2 0+3 0+2 0+0 0+2 0+2 0+2 | +38.1     |
| 7                 | Германия Кристоф Штефан Андреас Бирнбахер Арнд Пайффер Михаэль Грайс      | 3+16 0+3 0+2 0+3 0+0 0+1 0+1 3+3 0+3 | +51.4     |
| 8                 | Словения Петер Докл Янез Марич Вася Рупник Клемен Бауэр                   | 1+7 0+1 0+2 0+1 0+0 0+0 0+0 0+0 1+3  | +1:09.0   |
| 9                 | Австрия Симон Эдер Доминик Ландертингер Даниэль Мезотич Кристоф Зуман     | 1+10 0+0 1+3 0+1 0+0 0+3 0+2 0+0 0+1 | +1:17.9   |
| 10                | Чехия Ярослав Соукуп Зденек Витек Ондрей Моравец Михал Шлезингр           | 0+13 0+0 0+3 0+2 0+2 0+2 0+1         | +1:30.9   |
| Финишный протокол |                                                                           |                                      |           |

#### Женщины (13 марта)
| Место             | Страна/Спортсменка                                                            | Промахи                              | Время     |
| ----------------- | ----------------------------------------------------------------------------- | ------------------------------------ | --------- |
|                   | Германия Андреа Хенкель Мириам Гёсснер Тина Бахман Магдалена Нойнер           | 2+13 0+2 0+1 0+2 2+3 0+2 0+2 0+1 0+0 | 1:13:31.1 |
|                   | Франция Анаис Бескон Мари-Лор Брюне Софи Буалле Мари Дорен                    | 0+9 0+2 0+1 0+0 0+0 0+3 0+2 0+1 0+0  | +47.2     |
|                   | Беларусь Надежда Скардино Дарья Домрачева Надежда Писарева Людмила Калинчик   | 1+6 0+0 0+1 0+1 0+0 0+0 0+0 0+1 1+3  | +1:47.4   |
| 4                 | Италия Микела Понца Карин Оберхофер Катя Халлер Доротея Вирер                 | 1+7 0+0 0+0 0+0 0+3 0+0 1+3 0+0 0+1  | +2:42.7   |
| 5                 | Норвегия Сюннёва Сулемдаль Анн Кристин Флатланн Фанни Хурн Тура Бергер        | 2+14 0+2 0+2 0+0 1+3 0+2 1+3 0+0 0+2 | +2:53.1   |
| 6                 | Швеция Йенни Юнссон Анна Карин Зидек Анна Мария Нильссон Хелена Экхольм       | 0+9 0+0 0+1 0+2 0+2 0+0 0+3          | +3:04.0   |
| 7                 | Словакия Анастасия Кузьмина Яна Герекова Мартина Храпанова Мартина Галинарова | 1+12 0+0 0+3 0+1 0+3 0+0 0+2 0+0 1+3 | +4:12.7   |
| 8                 | Россия Екатерина Юрлова Анна Богалий-Титовец Светлана Слепцова Ольга Зайцева  | 6+12 0+0 3+3 3+3 0+0 0+1 0+3 0+1 0+1 | +4:33.2   |
| 9                 | Польша Паулина Бобак Магдалена Гвиздонь Моника Хойниш Агнешка Цыль            | 0+9 0+1 0+0 0+2 0+1 0+1 0+2 0+0 0+2  | +4:55.5   |
| 10                | Финляндия Мари Лаукканен Сарианна Репо Лаура Тойванен Кайса Мякяряйнен        | 1+12 1+3 0+1 0+0 0+3 0+2 0+3 0+0 0+0 | +5:24.6   |
| Финишный протокол |                                                                               |                                      |           |

Некоторые факты
- После этой гонки Магдалена Нойнер повторила достижение Елены Головиной, став 10-кратной чемпионкой мира.
- 12 августа 2011 года IBU приняло решение в связи с применением запрещённых препаратов дисквалифицировать Оксану Хвостенко на год, считая с 13 марта 2011 года. Сборная Украины лишилась серебряной медали, а бронзу получила сборная Беларуси[7].
- Главный тренер женской сборной России Анатолий Хованцев был уволен  во время эстафеты.